# Cantó de Sceaux
El cantó de Sceaux és un antic cantó francès del departament dels Alts del Sena, que estava situat al districte d'Antony. Comptava amb 2 municipis i el cap era Sceaux.
Al 2015 es va unir al cantó de Châtenay-Malabry.

## Municipis
- Châtenay-Malabry (part)
- Sceaux

## Història
| Data d'elecció                           | Identitat           | Partit                     | Qualitat |
| ---------------------------------------- | ------------------- | -------------------------- | -------- |
| 1967-1979                                | Erwin Guldner       | Centrista, després UDF     |          |
| 1979-1985                                | Jean Vons           | PS                         |          |
| 1985-1998                                | Pierre Ringenbach   | UDF-CDS                    |          |
| 1998-2011                                | Philippe Laurent    | UDF, després Divers droite |          |
| 2011-                                    | Jean-Jacques Campan | Sense etiqueta             |          |
| les dades anteriors no són pas conegudes |                     |                            |          |
|                                          |                     |                            |          |

## Demografia
| A partir de 1990: Població sense dobles comptes |